# Guilbert (cráter)
Guilbert es un cráter de impacto en el planeta Venus de 25,5 km de diámetro. Lleva el nombre de Yvette Guilbert (1865-1944), cantante francesa, y su nombre fue aprobado por la Unión Astronómica Internacional en 1991.